# Jean-Antoine Constantin

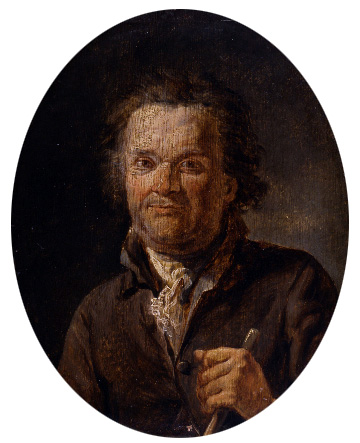
Selbstporträt (um 1830)

Jean-Antoine Constantin (* 21. Januar 1756 in Bonneveine bei Marseille; † 9. Januar 1844 in Aix-en-Provence) war ein französischer Landschaftsmaler und Zeichner.

## Leben
In Marseille ging Constantin ab 1767 zunächst in die Lehre bei der Fayence-Manufaktur von Joseph Gaspard Robert. Ab 1771 besuchte er die Kunstakademie (Académie de Peinture et de Sculpture), wo er eine künstlerische Ausbildung bei Jean-Joseph Kappeler, Joseph Antoine David und Jean-Baptiste Giry erhielt.

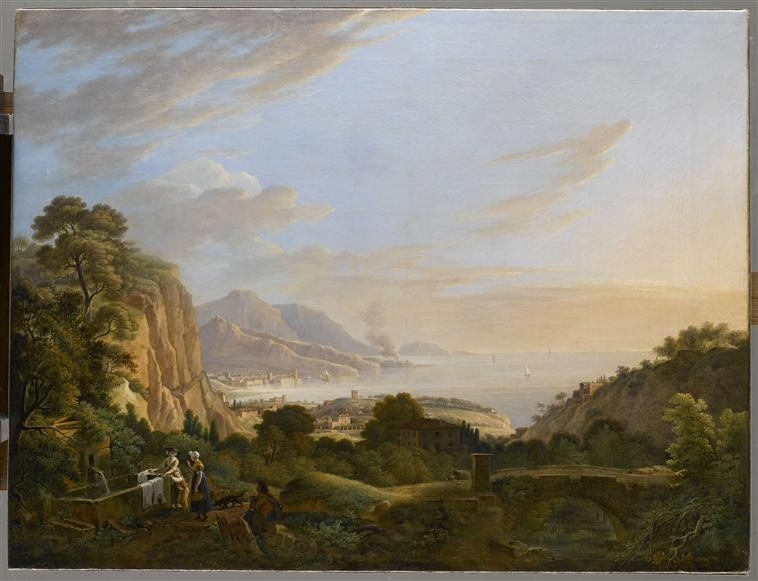
Blick auf Marseille
Louvre, Paris

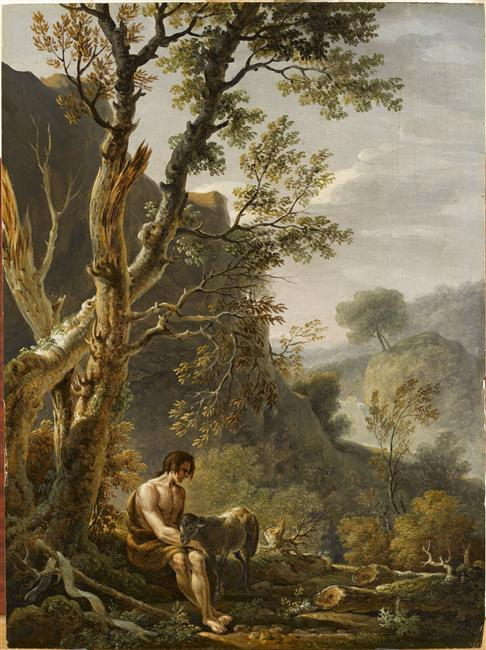
Paysage (1787)
Musée Magnin, Digne

Nach einer ersten selbständigen Betätigung in Aix-en-Provence siedelte er 1777 nach Rom über, wo er für sechs Jahre ansässig blieb. Dort fertigte er unter Einfluss von Salomon van Ruysdael und Karel Dujardin an die Natur orientierte Landschaftsdarstellungen und ab 1780 zahlreiche Naturstudien an. 1783 kehrte er wegen einer Erkrankung vorzeitig zurück nach Aix und ließ sich 1786 zum Direktor der Zeichenschule ernennen. Nach der Schließung der Schule im Zuge der Französischen Revolution und aufgrund andauernder finanzieller Schwierigkeiten nahm er 1798 eine Stelle als Zeichenlehrer in Digne-les-Bains an. Nach neun Jahren kehrte er wieder zurück nach Aix und mitbegründete dort 1798 die Société des Amis des Sciences, des Lettres, de l’Agriculture et des Arts. Er wurde Ehrenmitglied der neugegründeten Zeichenschule (Ecole communale gratuite de dessin), bei der er von 1813 bis 1830 als Hilfsprofessor arbeitete. 1817 bekam er auf der Pariser Ausstellung, auf der er in der Folgezeit noch mehrmals ausstellte, eine Goldmedaille für eine provenzalische Landschaft mit dem Titel Cascade de Silan. Während der Restaurationszeit wurde er von seinen ehemaligen Schülern Graf Auguste de Forbin und François-Marius Granet gefördert bzw. finanziell unterstützt.

## Werk

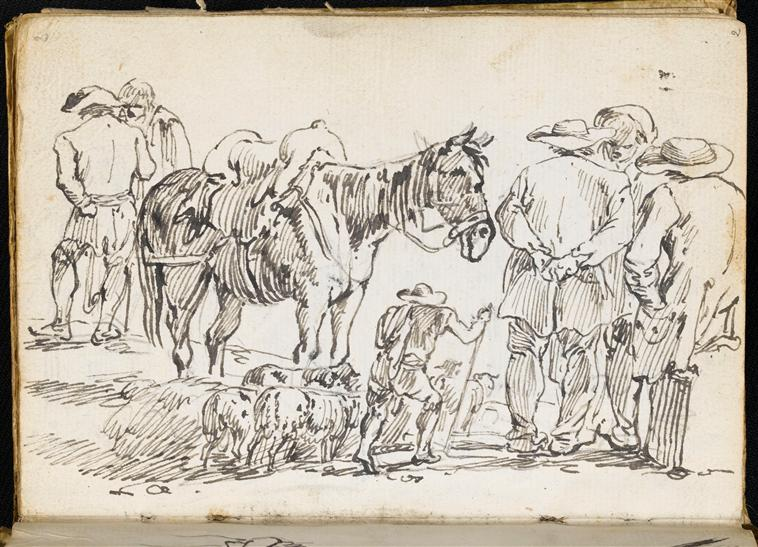
Études de paysans
Louvre, Paris

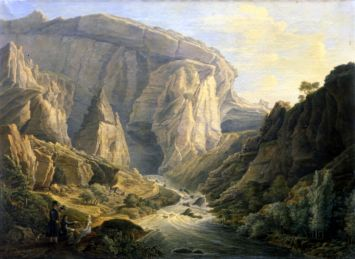
La Fontaine de Vaucluse
Musée Calvet, Avignon

Constantin malte überwiegend Landschaftsbilder in Öl und Aquarell. Er bekannte sich frühzeitig zur Freilichtmalerei und hatte eine hervorragende Begabung als Zeichner. Er beherrschte die Tusche- und Röteltechnik und setzte diese zur analytischen Darstellung von mineralischen und vegetabilen Landschaftsstrukturen, von kontrastreichem mediterranem Licht und für Hell-Dunkel-Effekte von Laubwerk ein. Gelegentlich zeichnete er auch historische Landschaften und Landschaften im Troubadour-Stil. Als angesehener Lehrer übte er Einfluss auf die provenzalische Malerei der ersten Hälfte des 19. Jahrhunderts aus.
Etwa 1200 seiner Zeichnungen befinden sich heute im Musée Granet (Aix-en-Provence).

## Auszeichnungen
- Ehrenmitglied der Zeichenschule von Aix
- 1817 Goldmedaille auf der Pariser Ausstellung
- 1833 Chevalier der Ehrenlegion

## Werke (Auswahl)
- Aix-en-Provence, Musée Granet

Ste Victoire
Supplice de Prométhée
Religieux en prière attaqué par les Mahométans (1830)
- Avignon, Musée Calvet

La fontaine de Vaucluse
- Digne, Musée Magnin

Paysage (1787)
- Fontainebleau, Château

Grasse
- Marseille, Musée des Beaux-Arts, Palais Longchamps

Bord de rivière
Monastère
Orage (1827)
- Paris, Musée d’Orsay

La rade de Marseille